# Bình Hưng
Bình Hưng, aussi appelée Hòn Chút est une île côtière du sud du Vietnam, située au sud-est de la baie de Cam Ranh. Distante d'un peu plus de 500 mètres de la côte, elle a une longueur maximale d'1,8 km et une superficie de moin de 2 km2. L'île est habitée par environ 1800 personnes.
Administrativement, elle fait partie de la commune de Cam Binh, ville de Cam Ranh dans la province de Khánh Hòa. 
Elle est équipée d'un phare, dit phare de Hon Chut, construit à l'époque coloniale française et qui été rénové en 1988.
En juin 1939, le sous-marin français Phenix a fait naufrage au large de l'île.

## Source
- (vi) Cet article est partiellement ou en totalité issu de l’article de Wikipédia en vietnamien intitulé « Đảo Bình Hưng » (voir la liste des auteurs).